# Navur
Navur (armeniska: Նավուր) är en ort i Armenien. Den ligger i provinsen Tavusj, i den norra delen av landet, 100 km nordost om huvudstaden Jerevan. Navur ligger 1 482 meter över havet och antalet invånare är 1 227.
Terrängen runt Navur är lite bergig. Närmaste större samhälle är Berd, 4,3 km öster om Navur. 
Omgivningarna runt Navur är en mosaik av jordbruksmark och naturlig växtlighet. Runt Navur är det ganska tätbefolkat, med 58 invånare per kvadratkilometer.